# Liste in Kongo vorhandener Dampflokomotiven
Dies ist eine Liste erhaltener Dampflokomotiven auf dem Gebiet der Republik Kongo.

## Spurweite 600 mm
| Foto | Nummer oder Name          | Bauart / Achsfolge | Hersteller         | Fabrik-nr. | Baujahr | Historie                                                                       | Eigentümer / Betreiber / Strecke | Standort     | Bemerkungen |
| ---- | ------------------------- | ------------------ | ------------------ | ---------- | ------- | ------------------------------------------------------------------------------ | -------------------------------- | ------------ | ----------- |
|      | Chemin de fer Congo-Océan | C1' t              | Orenstein & Koppel | 11782      | 1929    | Agence Générale des Colonies für Französisch-Kongo → Chemin de fer Congo-Océan |                                  | Pointe-Noire | [ 1 ]       |